# Ƀ
Ƀ, ƀ（ストローク付B）はラテン文字のアルファベットである。小文字は初期の Unicode 1.1 からあったが、大文字は Unicode 5.0 がリリースされるまで表示できなかった。ちなみに小文字は上に横のストロークを加えたもので、大文字は下の部分に横ストロークを加えたものである。ジャライ語とカテュ語に使われている。

## 音素
音素は有声両唇摩擦音を表す。/β/

## 符号位置
| 大文字 | Unicode | JIS X 0213 | 文字参照       | 小文字 | Unicode | JIS X 0213 | 文字参照       | 備考 |
| ------ | ------- | ---------- | -------------- | ------ | ------- | ---------- | -------------- | ---- |
| Ƀ      | U+0243  | -          | &#x243; &#579; | ƀ      | U+0180  | -          | &#x180; &#384; |      |